# Haplochorema
Haplocherema es un género de plantas con flores perteneciente a la familia Zingiberaceae. Comprende diez especies.

## Especies seleccionadas
- Haplochorema decus-sylvae
- Haplochorema extensum
- Haplochorema gracilipes
- Haplochorema magnum